# Тонкоцу рамен

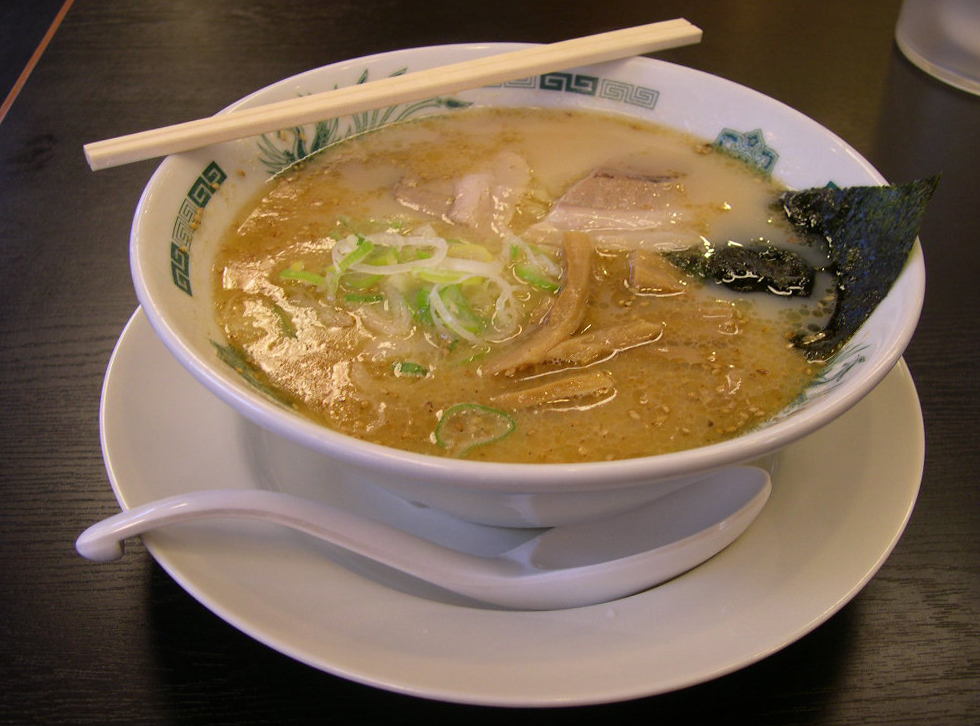
Тонкоцу рамен

Тонко́цу раме́н (яп. 豚骨ラーメン) — страва з рамен, яка походить із Фукуоки, префектура Фукуока на острові Кюсю в Японії, і це особлива страва як у Фукуоці, так і на Кюсю. Суп-бульйон заснований на свинячих кістках та інших інгредієнтах, які зазвичай варять протягом декількох годин, а страва традиційно заправляється нарізаним свинячим черевом і подається з локшиною з рамену, яка тверда в центрі. У Фукуоці, Японія, тонкоцу рамен називають хаката рамен.

## Огляд

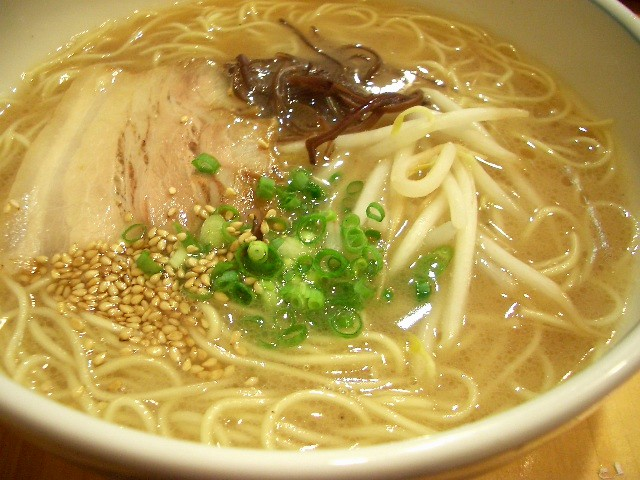
Вид тонкоцу рамен упритул

Суп-бульйон для тонкоцу рамен заснований на свинячих кістках, і «тонкоцу» (骨 骨 японською мовою) означає «свинячі кістки». Суп-бульйон готується шляхом кип'ятіння свинячих кісток у воді протягом значної кількості часу, до восьми годин, і бульйон зазвичай має каламутний вигляд. Додаткові інгредієнти бульйону можуть включати цибулю, часник, зелену цибулю, імбир, свинячий жир, свинячі ратиці, олію та курячі тушки. Для сервірування додається варена локшина з рамен і скибочки смаженої або тушкованої свинячої пашини, а додатковими інгредієнтами можуть бути комбу, кікураж, шю, соус із квасолі чилі, насіння кунжуту тощо.
Традиційний спосіб приготування локшини рамен, що використовується в тонкоцу рамен, полягає в тому, щоб локшина була твердою в центрі. Деякі магазини рамен дозволяють покупцям вибрати рівень твердості для локшини, включаючи фуцу для звичайної або стандартної, барігане для дуже твердої, баріката для аль денте та явамен для м'якої. Деякі ресторани також пропонують друге замовлення локшини на замовлення замовника в системі, що називається каедама.

## Історія

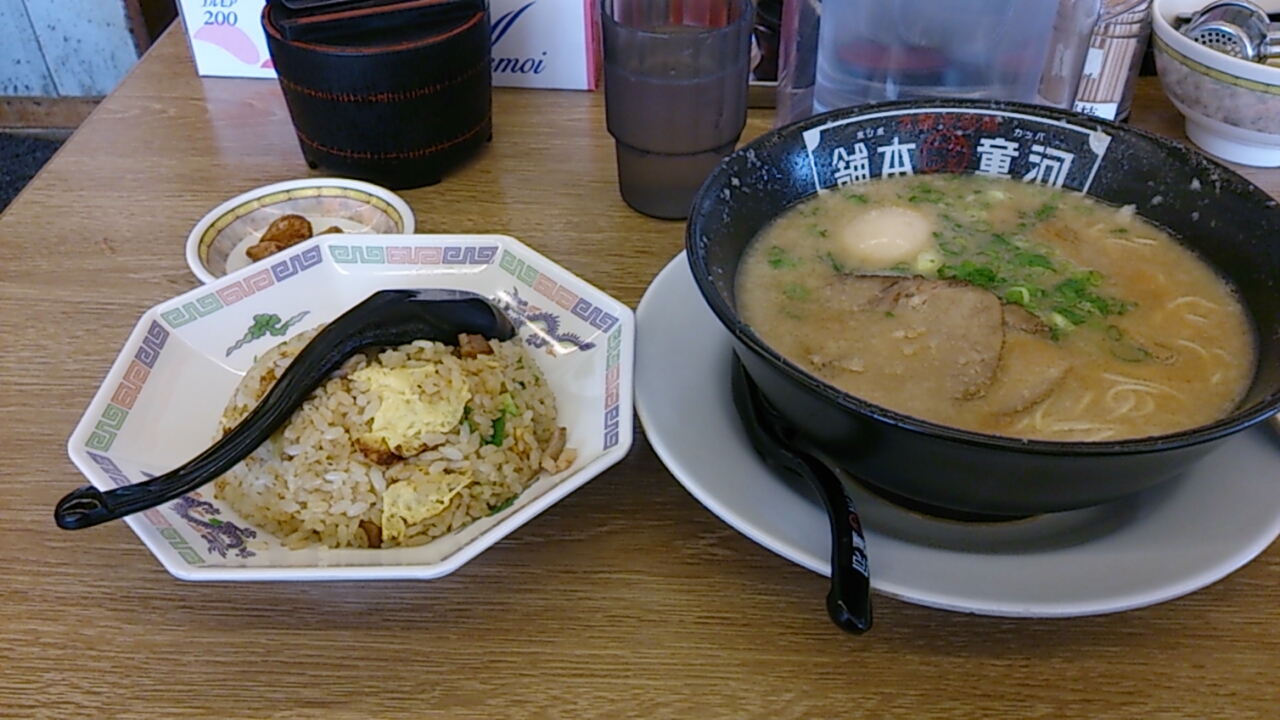
Тонкоцу рамен із чаханом

Тонкоцу рамен походить із міста Фукуока, префектура Фукуока, яке розташоване на північному березі острова Кюсю в Японії, і це особлива страва у Фукуоці та Кюсю. У Фукуоці страву часто називають хаката рамен (яп. 博多ラーメン), оскільки Хаката — це історична назва центральної Фукуоки, але її також називають тонкоцу рамен. Страва готується в магазинах із рамен у всіх інших регіонах Японії. Тонкоцу рамен спочатку готували як доступний і легкий у приготуванні фаст-фуд для робітників на рибних ринках. У наш час тонкоцу рамен відоме значним часом тим, що він знадобиться для приготування правильної версії страви.

## Подальше читання
- Japan Ramen Magazine (2017). Tokyo Tonkotsu Ramen: The Best. Nippan Ips. ISBN 978-4-86505-073-8. Архів оригіналу за 19 вересня 2021. Процитовано 2 березня 2021. 200 pages.